# عصیانگران
عصیانگران نام فیلمی به کارگردانی جهانگیر جهانگیری و نویسندگی کریم بهی است. این فیلم محصول کشور ایران و تولید سال ۱۳۶۰ می‌باشد. فیلم محصول «پوریکا فیلم» می‌باشد.

## خلاصه داستان
عوامل ارباب مردی را به منظور تصاحب زمین‌هایش به قتل می‌رسانند. پسر آن مرد روستایی با کمک دو دوست خود مردم را علیه ارباب می‌شوراند و مردم با هجوم به خانه ارباب، او و پسرش را کشته و خانه‌اش را به آتش می‌کشند…

## نقد و بررسی
ماهنامه فیلم در شماره دوم خود دربارهٔ فیلم می‌نویسد، "عصیانگران، و فیلمهایی نظیر آن، دسته دوم از فیلمهایی هستند که پس از انقلاب ساخته شده (دسته اول، مربوط به شکنجه و ساواکی‌ها است!). اگر قبل از انقلاب، در فیلمها نمی‌شد حتی اسم ساواک را آورد، فیلمهایی مثل عصیانگران دربارهٔ ستم فئودالها زیاد ساخته شد و حتی بدون پرده پوشی، روی هرچه فئودال و خان بود، سیاه می‌کردند. گذشته از آن، رژیم هم برای تبلیغ اصلاحات ارضی فرمایشی اش، ساخته شدن چنین فیلمهایی را تشویق می‌کرد. دست بالا، دستور می‌داد که در اول فیلم، بنویسند ماجرا مربوط به سالها پیش، و قبل از انقلاب سفید است. که می‌بینیم چندتا از فیلمهای ضد فئودالی پس از انقلاب نیز، مربوط به همان سالهاست!
این فیلم در روستای کردیچال از توابع کلاردشت فیلم‌برداری شده‌است.
بخش‌هایی از این فیلم که منزل کدخدا بود در منزل مرحوم کشاورز فیلم‌برداری شده‌است.
حالا، پس از انقلاب، اگر قرار است فیلم ضد فئودالی ساخته شود، باید دیدگاهی تازه ارائه شود که عصیانگران، چنین نمی‌کند."